# Хауард (округ, Небраска)
Округ Хауард (англ. Howard County) — округ, расположенный в штате Небраска (США) с населением в 6567 человек по статистическим данным переписи 2000 года. Столица округа находится в городе Сент-Пол.

## История
Округ Хауард был образован в 1871 году и получил своё официальное название в честь генерала армии союзников в Гражданской войне Оливера Отиса Хауарда.

## География
По данным Бюро переписи населения США округ Хауард имеет общую площадь в 1492 квадратных километра, из которых 1474 кв. километров занимает земля и 18 кв. километров — вода. Площадь водных ресурсов округа составляет 1,09 % от всей его площади.

### Соседние округа
- Меррик (Небраска) — восток
- Холл (Небраска) — юг
- Баффало (Небраска) — юго-запад
- Шерман (Небраска) — запад
- Грили (Небраска) — север

## Демография
По данным переписи населения 2000 года в округе Хауард проживало 6057 человек, 1797 семей, насчитывалось 2546 домашних хозяйств и 2782 жилых дома. Средняя плотность населения составляла 4 человека на один квадратный километр. Расовый состав округа по данным переписи распределился следующим образом: 98,69 % белых, 0,30 % чёрных или афроамериканцев, 0,24 % коренных американцев, 0,09 % азиатов, 0,03 % выходцев с тихоокеанских островов, 0,32 % смешанных рас, 0,32 % — других народностей. Испано- и латиноамериканцы составили 1,01 % от всех жителей округа.
Из 2 546 домашних хозяйств в 33,80 % — воспитывали детей в возрасте до 18 лет, 61,00 % представляли собой совместно проживающие супружеские пары, в 6,20 % семей женщины проживали без мужей, 29,40 % не имели семей. 26,00 % от общего числа семей на момент переписи жили самостоятельно, при этом 15,00 % составили одинокие пожилые люди в возрасте 65 лет и старше. Средний размер домашнего хозяйства составил 2,56 человек, а средний размер семьи — 3,09 человек.
Население округа по возрастному диапазону по данным переписи 2000 года распределилось следующим образом: 28,30 % — жители младше 18 лет, 6,60 % — между 18 и 24 годами, 25,30 % — от 25 до 44 лет, 22,60 % — от 45 до 64 лет и 17,10 % — в возрасте 65 лет и старше. Средний возраст жителей округа составил 38 лет. На каждые 100 женщин в округе приходилось 101,00 мужчин, при этом на каждых сто женщин 18 лет и старше приходилось 97,30 мужчин также старше 18 лет.
Средний доход на одно домашнее хозяйство в округе составил 33 305 долларов США, а средний доход на одну семью в округе — 40 259 долларов. При этом мужчины имели средний доход в 27 270 долларов США в год против 19 587 долларов США среднегодового дохода у женщин. Доход на душу населения в округе составил 15 535 долларов США в год. 8,50 % от всего числа семей в округе и 11,70 % от всей численности населения находилось на момент переписи населения за чертой бедности, при этом 14,30 % из них были моложе 18 лет и 15,00 % — в возрасте 65 лет и старше.

## Основные автодороги
- US 281
- Автомагистраль 11
- Автомагистраль 22
- Автомагистраль 58
- Автомагистраль 92

## Населённые пункты

### Города
- Сент-Пол

### Деревни
- Боилус
- Котисфилд
- Кашинг
- Дэнниброг
- Элба
- Фаруэлл

### Другие сообщества
- Сент-Лайбори